# Paratoxotus inexpunctatus
Paratoxotus inexpunctatus là một loài bọ cánh cứng trong họ Cerambycidae.